# Гарибалди
Гарибалди (порт. Garibaldi)  —  муниципалитет в Бразилии, входит в штат Риу-Гранди-ду-Сул. Составная часть мезорегиона Северо-восток штата Риу-Гранди-ду-Сул. Входит в экономико-статистический  микрорегион Кашиас-ду-Сул. Население составляет 29 709 человек на 2006 год. Занимает площадь 167,697 км². Плотность населения — 177,2 чел./км².

## История
Город основан 31 октября 1900 года.

## Статистика
- Валовой внутренний продукт на 2003 составляет 717.077.580,00 реалов (данные: Бразильский институт географии и статистики).
- Валовой внутренний продукт на душу населения на 2003 составляет 25.411,16 реалов (данные: Бразильский институт географии и статистики).
- Индекс развития человеческого потенциала на 2000 составляет 0,843 (данные: Программа развития ООН).

## География
Климат местности: субтропический. В соответствии с классификацией Кёппена, климат относится к категории Cfa.